# Walter Behrendt
Walter Behrendt (Dortmund, 18 de septiembre de 1914-ib., 23 de julio de 1997) fue un político alemán, perteneciente al Partido Socialdemócrata (SPD).

## Carrera
Fue soldado en la Segunda Guerra Mundial y luego trabajó como empleado en una empresa industrial. En 1954 se convirtió en colaborador de la revista de la compañía Hoesch-Westfalenhütte AG en Dortmund. Se unió al SPD en 1932 siendo miembro de la Juventud Trabajadora Socialista (Sozialistische Arbeiterjugend). De 1945 a 1947 fue presidente de la Juventud Socialista regional en Dortmund, Lünen y Castrop-Rauxel. Fue presidente de la sede del SPD en Dortmund-Altenderne en 1951-1952 y en Dortmund de 1952 a 1955.
Desde 1952 hasta su muerte, fue concejal municipal en Dortmund. En 1957 fue elegido miembro del Bundestag (parlamento federal) y permaneció en el cargo hasta 1976. Entre 1961 y 1967 fue presidente asistente de la Comisión de Trabajo. Además, fue miembro del Parlamento Europeo desde 1967 hasta 1977, donde se desempeñó como vicepresidente (1969-1971, 1973-1977) y presidente (1971-1973).
Fue uno de los firmantes del Manifiesto Humanista II en 1973.